# Château Pichon Longueville Comtesse de Lalande
Château Pichon Longueville Comtesse de Lalande (vaak kort: "Pichon Lalande" of "Pichon Comtesse") is een wijndomein in Bordeaux en een tweede cru uit het classificatiesysteem voor Bordeauxwijn van 1855. Het ligt in het dorp Pauillac. De wijngaard ligt direct landinwaarts naast Château Latour, in het zuidelijk deel van het dorp. Sommige delen gaan over in Saint-Julien.
De oppervlakte van de wijngaarden is ongeveer 75 ha met een aanplant van cabernet sauvignon (45%), merlot (35%), cabernet franc (12%) en petit verdot (8%). De gemiddelde leeftijd van de wijnstokken is 30 jaar. 100% van het sap wordt vergist op inox (staal). De gemiddelde productie per jaar is 30.000 kisten van 12 flessen.
"De essentie van Pichon Lalande is intensiteit, geweldige flair en elegantie, rijkdom en sappigheid, aanzienlijk anders dan Château Pichon-Longueville-Baron. Over de jaargangen van eind jaren 1990, inclusief 2000, word ik echter niet enthousiast." "[Pichon-Longueville] heeft een compacte, zeer geconcentreerde structuur. Vooral in zijn jeugd is deze cru gereserveerd, stoer en iets mannelijk. Het is een 'true-to-type' Pauillac, met in de goede jaren een lange houdbaarheid. Een wijn die geduld vereist."
Pichon Lalande was oorspronkelijk een ongedeeld wijndomein met Pichon Baron. Het werd in 1661 gestart door Pierre de Mazures de Rauzan. 23 jaar later ging het als bruidsschat over in handen van de bruidegom van zijn dochter Thérèse: Jean-François de Pichon, baron van Longueville. De Pichons waren hartstochtelijke royalisten, maar overleefden toch de Franse Revolutie. Tegen die tijd waren er twee takken: één in Pauillac, een andere in het zuidelijker gelegen Parempuyre. Baron Raoul van Pauillac had zelf geen kinderen, maar adopteerde zijn neef die ook Raoul heette. Vervolgens werd het domein gedeeld: twee-vijfde ging naar de beide Raouls, drie-vijfde naar de drie zusters van de baron. Dit laatste deel vormt het huidige Pichon Comtesse. Het domein werd in 1850 opgedeeld, maar tot de bouw van de beide chateaus in 1860 werd er van de wijngaarden één wijn gemaakt. Geen van de drie zusters die dit deel erfden, had kinderen. Uiteindelijk ging het domein over in handen van een nicht, Elizabeth de Narbonne-Pelet, die, net als een van haar tantes, was getrouwd met een Lalande. In 1925 werd het domein gekocht door een consortium dat werd geleid door Louis en Édouard Miailhe. De dochter van Édouard, May-Éliane de Lencquesaing, nam het roer over in 1978.
Het was het oogstjaar 1978 waarin Pichon Lalande de reputatie kreeg van "super-second". Deze reputatie was hoofdzakelijk te danken aan de vaardigheden van Jean-Jacques Godin, een protegé van Michel Delon van Château Léoville Las Cases, die in het midden van de jaren 1970 werd gevraagd het domein korte tijd te leiden. De tomeloze energie van May-Éliane de Lencquesaing zorgde voor enorme promotie van de wijnen van het domein. Een serie uitmuntende jaargangen bevestigden de reputatie van het domein. Na het vertrek van Godin in 1989 heeft het domein echter een lastige periode doorgemaakt, waarin de kwaliteit beneden de reputatie van "super-second" bleef.